# Matteo Mandorlini
Matteo Mandorlini (Como, 22 ottobre 1988) è un calciatore italiano, centrocampista del Ravenna.

## Biografia
È figlio d'arte: suo padre, Andrea Mandorlini, è un ex calciatore con varie stagioni in Serie A e successivamente allenatore.

## Carriera

### Club

#### Inizi
Matteo Mandorlini inizia a giocare a calcio nelle giovanili del Ravenna, trasferendosi poi nel settore giovanile del Parma, squadra con cui debutta in Serie A il 14 maggio 2006, nei minuti finali della partita Lazio-Parma 1-0, all'età di 17 anni e 7 mesi. Il 28 settembre, all'inizio della successiva stagione, fa il debutto nelle coppe europee, giocando la partita di Coppa UEFA contro i russi del Rubin, incontro vinto dagli emiliani per 1-0.
L'anno successivo il Parma lo gira in prestito al Pavia in Serie C2, dove rimane per una stagione totalizzando 35 presenze e ottenendo la salvezza ai playout. Nell'agosto del 2008 viene acquistato in prestito dal Foligno con cui disputa un torneo, nel quale ottiene 35 presenze e un gol, concluso con la salvezza ottenuta ai playout.
Nel 2009 viene girato in prestito al Viareggio in Prima Divisione dove totalizza 2 gol in 28 partite, con la squadra che si salva ai playout. Nel luglio 2010 torna al Parma al termine del prestito.

#### Il prestito al Piacenza e i passaggi a Brescia e Spezia
Il 31 agosto 2010 viene ceduto in prestito al Piacenza, in Serie B Fa il suo debutto con i biancorossi il 5 settembre successivo nella sconfitta per 2-0 in casa della Reggina. Nella prima parte di stagione gioca 9 partite, poi subisce un infortunio che lo tiene fermo per tre mesi. A fine stagione, conclusa con la retrocessione del Piacenza in Prima Divisione, totalizza 15 partite in campionato ed una in Coppa Italia.
Rientrato al Parma, passa in compartecipazione al Brescia, sempre in Serie B. Fa il suo debutto con i lombardi il 21 agosto 2011 nel terzo turno di Coppa Italia perso per 2-1 in casa del Catania. Con le Rondinelle disputa 22 partite nel campionato di Serie B 2011-2012; a fine stagione, dopo il rinnovo della compartecipazione con il Parma, viene ceduto in prestito allo Spezia, a sua volta neopromosso tra i cadetti. Fa il suo debutto con i bianconeri spezzini il 12 agosto 2012 nella partita valida per il secondo turno di Coppa Italia vinta per 4-1 contro il Sorrento.

#### Prestito al Grosseto, ritorno a Brescia e passaggio a Pisa
Il 31 gennaio 2013 fa rientro al Brescia, che lo gira in prestito per sei mesi al Grosseto. Esordisce con i toscani il 2 febbraio in Grosseto-Padova 1-1, sostituendo Jadid al 57'. Conclude l'annata, terminata con la retrocessione diretta dei toscani in Lega Pro per effetto dell'ultimo posto in classifica, con 15 presenze, senza lasciare il segno.
Il 20 giugno la compartecipazione viene risolta a favore della società lombarda. Termina la stagione con 20 presenze in campionato. Il 18 luglio 2014 passa a titolo definitivo al Pisa. Debutta con i toscani il 9 agosto nel primo turno di Coppa Italia nella partita vinta per 5-0 contro il RapalloBogliasco. Sigla la sua prima rete con i nerazzurri il 19 aprile 2015 nella vittoria per 4-2 contro la Pistoiese. termina la stagione, in cui il Pisa manca l'accesso ai play-off promozione, con 27 presenze e una rete in campionato, due presenze in Coppa Italia e due in Coppa Italia Lega Pro.

#### Pordenone e Padova
Nell'estate 2015 si trasferisce al Pordenone, appena ripescato in Lega Pro. Fa il suo debutto con i friulani il 23 agosto nella partita Pordenone-Mantova 1-2 valida per la fase a gironi di Coppa Italia Lega Pro. Segna la sua prima rete per neroverdi il 10 ottobre nel pareggio per 1-1 contro la Cremonese. Chiude la stagione con 28 presenze e 3 reti in campionato, 2 presenze in Coppa Italia Lega Pro e 3 presenze nei play-off nei quali il Pordenone viene eliminato in semifinale dal Pisa.
Il 25 luglio 2016 il Pordenone comunica di aver risolto consensualmente il contratto con il centrocampista. Due giorni dopo viene ufficializzato il suo trasferimento al Padova. Fa il suo debutto con i biancoscudati il 31 luglio successivo nella sconfitta 4-3 ai tiri di rigore contro il Seregno valida per il primo turno di Coppa Italia, in cui sbaglia uno dei calci di rigore. Segna la sua prima rete con la nuova maglia il 4 dicembre nella sconfitta casalinga per 4-3 contro il Pordenone. A fine stagione conta 36 presenze e 4 reti in campionato, 2 presenze nelle coppe e 1 presenza con 1 rete segnata nel primo turno dei play-off nel quale il Padova viene eliminato dall'AlbinoLeffe.
Il 23 gennaio 2018, in scadenza di contratto, prolunga per un altro anno con il club veneto. Nella stagione, culminata con la vittoria del girone B della Serie C e della supercoppa di serie C, disputa 23 partite in campionato, 2 in Coppa Italia e 2 in Coppa Italia Serie C. Durante il torneo veste anche per la prima volta la fascia di capitano, che vestirà saltuariamente anche in altre partite nelle stagioni seguenti, in occasione della partita pareggiata per 1-1 sul campo della Reggiana il 29 aprile 2018. Il 22 ottobre 2018 si rompe il legamento crociato anteriore. Il successivo 6 novembre viene operato con successo per la ricostruzione del legamento. Termina, quindi, in anticipo la sua stagione con un'unica presenza all'attivo in campionato. A partire dal gennaio 2020, con l'arrivo sulla panchina del club padovano di Andrea Mandorlini, si trova ad essere allenato dal padre. Nella stagione 2019-2020, totalizza 2 reti in 19 presenze di campionato, oltre a 2 presenze, senza reti, nei play-off, nei quali il Padova viene eliminato al primo turno nazionale dalla Juventus U23.
Il 21 agosto 2020 viene annunciato il rinnovo del contratto con il club patavino per la stagione 2020-2021. Conclude l'annata 2020-2021, nel corso della quale raggiunge quota 100 presenze in maglia biancoscudata, con 16 presenze e una rete in campionato, 4 presenze nei play-off nei quali il Padova è eliminato in finale dall'Alessandria e 3 presenze in Coppa Italia, rimanendo poi svincolato.

#### Seregno e discesa in Serie D
Il 31 agosto 2021 viene reso noto il suo passaggio al Seregno, squadra neopromossa in Serie C, con cui firma un contratto biennale. Fa il suo debutto con i lombardi il 4 settembre successivo nella partita casalinga persa per 3-1 contro la Feralpisalò. Terminata la stagione con 23 presenze in campionato, 2 nei play-out che sanciscono la retrocessione in Serie D del Seregno e una in Coppa Italia Serie C, rimane svincolato.
Il 30 agosto 2022 viene annunciato il suo trasferimento al Flaminia CivitaCastellana, squadra militante in Serie D, con cui fa il suo debutto l'11 settembre successivo nella partita vinta per 2-1 sul campo del Montespaccato. Il successivo 17 dicembre segna la sua prima rete con i viterbesi nel corso della partita vinta per 3-1 contro il Mobilieri Ponsacco. Dopo aver totalizzato una rete in 22 presenze con i laziali, rimane svincolato al termine della stagione.
Dopo alcuni mesi da svincolato, nel gennaio 2024 viene annunciato il suo ritorno al Ravenna, nelle cui giovanili aveva iniziato la carriera. Il successivo 4 febbraio debutta con i romagnoli nella gara vinta per 2-0 sul campo del Corticella. Terminata la stagione con 5 presenze totali tra campionato e play-off, nel seguente mese di luglio viene confermato anche per l'annata 2024-2025 nella quale, il 1º dicembre 2024, riesce a siglare la sua prima rete con i romagnoli, nella partita vinta per 2-1 sul campo del Fiorenzuola. Nel corso della stagione con i romagnoli trionfa nella Coppa Italia Serie D, scendendo in campo da titolare nella finale vinta contro il Monterosi Tuscia dopo i tiri di rigore.

### Nazionale
Mandorlini vanta 7 presenze con la nazionale Under-16, altrettante presenze e due reti con l'Under-17 e 8 presenze con l'Under-19.

## Statistiche

### Presenze e reti nei club
Statistiche aggiornate al 25 maggio 2025.
| Stagione        | Squadra                   | Campionato      | Campionato | Campionato | Coppe nazionali | Coppe nazionali | Coppe nazionali | Coppe continentali | Coppe continentali | Coppe continentali | Altre coppe | Altre coppe | Altre coppe | Totale | Totale |
| Stagione        | Squadra                   | Comp            | Pres       | Reti       | Comp            | Pres            | Reti            | Comp               | Pres               | Reti               | Comp        | Pres        | Reti        | Pres   | Reti   |
| --------------- | ------------------------- | --------------- | ---------- | ---------- | --------------- | --------------- | --------------- | ------------------ | ------------------ | ------------------ | ----------- | ----------- | ----------- | ------ | ------ |
| 2004-2005       | Parma                     | A               | 0          | 0          | CI              | 0               | 0               | CU                 | 0                  | 0                  | -           | -           | -           | 0      | 0      |
| 2005-2006       | Parma                     | A               | 1          | 0          | CI              | 1               | 0               | -                  | -                  | -                  | -           | -           | -           | 2      | 0      |
| 2006-2007       | Parma                     | A               | 0          | 0          | CI              | 0               | 0               | CU                 | 1                  | 0                  | -           | -           | -           | 1      | 0      |
| Totale Parma    | Totale Parma              | Totale Parma    | 1          | 0          |                 | 1               | 0               |                    | 1                  | 0                  |             | -           | -           | 3      | 0      |
| 2007-2008       | Pavia                     | C2              | 33+2       | 0          | CI-C            | 4               | 0               | -                  | -                  | -                  | -           | -           | -           | 39     | 0      |
| 2008-2009       | Foligno                   | 1D              | 33+2       | 1          | CI+CI-LP        | 2+1             | 0               | -                  | -                  | -                  | -           | -           | -           | 38     | 1      |
| 2009-2010       | Viareggio                 | 1D              | 26+2       | 2          | CI-LP           | 0               | 0               | -                  | -                  | -                  | -           | -           | -           | 28     | 2      |
| 2010-2011       | Piacenza                  | B               | 15         | 0          | CI              | 1               | 0               | -                  | -                  | -                  | -           | -           | -           | 16     | 0      |
| 2011-2012       | Brescia                   | B               | 22         | 0          | CI              | 1               | 0               | -                  | -                  | -                  | -           | -           | -           | 23     | 0      |
| 2012-gen. 2013  | Spezia                    | B               | 14         | 0          | CI              | 2               | 0               | -                  | -                  | -                  | -           | -           | -           | 16     | 0      |
| gen.-giu. 2013  | Grosseto                  | B               | 15         | 0          | CI              | -               | -               | -                  | -                  | -                  | -           | -           | -           | 15     | 0      |
| 2013-2014       | Brescia                   | B               | 20         | 0          | CI              | 0               | 0               | -                  | -                  | -                  | -           | -           | -           | 20     | 0      |
| Totale Brescia  | Totale Brescia            | Totale Brescia  | 42         | 0          |                 | 1               | 0               |                    | -                  | -                  |             | -           | -           | 43     | 0      |
| 2014-2015       | Pisa                      | LP              | 28         | 1          | CI+CI-LP        | 2+2             | 0               | -                  | -                  | -                  | -           | -           | -           | 32     | 1      |
| 2015-2016       | Pordenone                 | LP              | 28+3       | 3          | CI-LP           | 2               | 0               | -                  | -                  | -                  | -           | -           | -           | 33     | 3      |
| 2016-2017       | Padova                    | LP              | 36+1       | 4+1        | CI+CI-LP        | 1+1             | 0               | -                  | -                  | -                  | -           | -           | -           | 39     | 5      |
| 2017-2018       | Padova                    | C               | 23         | 0          | CI+CI-C         | 2+2             | 0               | -                  | -                  | -                  | SC-C        | 0           | 0           | 27     | 0      |
| 2018-2019       | Padova                    | B               | 1          | 0          | CI              | 0               | 0               | -                  | -                  | -                  | -           | -           | -           | 1      | 0      |
| 2019-2020       | Padova                    | C               | 20+3       | 2          | CI+CI-C         | 0               | 0               | -                  | -                  | -                  | -           | -           | -           | 23     | 2      |
| 2020-2021       | Padova                    | C               | 16+4       | 1          | CI              | 3               | 0               | -                  | -                  | -                  | -           | -           | -           | 23     | 1      |
| Totale Padova   | Totale Padova             | Totale Padova   | 96+8       | 7+1        |                 | 9               | 0               |                    | -                  | -                  |             | -           | -           | 112    | 8      |
| 2021-2022       | Seregno                   | C               | 23+2       | 0          | CI-C            | 1               | 0               | -                  | -                  | -                  | -           | -           | -           | 26     | 0      |
| 2022-2023       | Flaminia CivitaCastellana | D               | 22         | 1          | CI-D            | 0               | 0               | -                  | -                  | -                  | -           | -           | -           | 22     | 1      |
| gen.-giu. 2024  | Ravenna                   | D               | 4+1        | 0          | CI-D            | -               | -               | -                  | -                  | -                  | -           | -           | -           | 5      | 0      |
| 2024-2025       | Ravenna                   | D               | 22+1       | 1          | CI-D            | 7               | 0               | -                  | -                  | -                  | -           | -           | -           | 30     | 1      |
| Totale Ravenna  | Totale Ravenna            | Totale Ravenna  | 26+2       | 1          |                 | 7               | 0               |                    | -                  | -                  |             | -           | -           | 35     | 1      |
| Totale carriera | Totale carriera           | Totale carriera | 423        | 17         |                 | 35              | 0               |                    | 1                  | 0                  |             | -           | -           | 459    | 17     |

## Palmarès

### Club

#### Competizioni nazionali
- Serie C: 1

Padova: 2017-2018 (girone B)
- Supercoppa di Serie C: 1

Padova: 2018
- Coppa Italia Serie D: 1

Ravenna: 2024-2025